# Philomathes
La société des Philomathes est une association littéraire et scientifique patriotique créée en 1817 par un groupe d'étudiants polonais de l'université de Wilno (aujourd'hui Vilnius en Lituanie, alors annexée à l'Empire russe), parmi lesquels le poète Adam Mickiewicz. Mise en sommeil en 1820, elle renaît comme société secrète sous le nom de Société des Philarètes (en). 
En 1823-1824, un grand procès politique est monté contre cette association par les autorités russes sous la direction de Nikolaï Novossiltsev ; une vingtaine de ses membres sont condamnés à l'exil en Russie, pour certains après une période de prison. Cet épisode est le sujet de la pièce de théâtre de Mickiewicz Les Martyrs, troisième partie des Aïeux.

## Le contexte historique

### Les partages de la Pologne
En 1795, le troisième partage de la Pologne aboutit à la disparition de l'État polonais, qui associait au sein de la république des Deux Nations le royaume de Pologne et le grand-duché de Lituanie. La plus grande partie du grand-duché est annexé par la Russie, notamment Wilno (Vilna en russe).

### L'université de Wilno
Contrairement à son père Paul Ier, le tsar Alexandre Ier, qui règne à partir de 1801, est favorable au maintien de la culture polonaise dans ces régions. C'est un ami du prince Adam Czartoryski, ministre des Affaires étrangères de Russie de 1802 à 1806. 
En 1803, Alexandre crée l'université de Wilno à partir d'un établissement de haut niveau, l'École centrale de Lituanie, à l'origine collège jésuite fondé en 1570, et il nomme Czartoryski curateur de cette université.  

### Russie et Pologne après les guerres napoléoniennes
En 1807, lors des traités de Tilsit, Napoléon a obtenu la création d'un nouvel État polonais, le duché de Varsovie. Celui-ci, occupé par l'armée russe après la retraite de Russie (1812), va être dévolu par le congrès de Vienne au tsar de Russie, en tant que « royaume de Pologne ». En novembre 1815, Alexandre promulgue la constitution de ce royaume. En 1816, il crée l'université de Varsovie, troisième université polonaise après celles de Cracovie, qui est très ancienne, et celle de Wilno.
À cette époque, beaucoup de gens de la haute société russe, dont les jeunes officiers qui sont allés en France, envisagent une évolution analogue en Russie, grâce à un tsar perçu comme ouvert aux réformes. Mais ces espoirs seront finalement déçus.
Les Polonais, ceux du royaume comme ceux de l'Empire russe, ont aussi de grandes espérances.

## La société des Philomathes

### Création
En octobre 1817, Mickiewicz fonde avec quelques amis la Société des Philomathes, qui est à la fois littéraire et scientifique, moralisatrice et philanthropique. 
Parmi les fondateurs se trouvent :  Józef Jeżowski (président), Franciszek Malewski, fils du recteur de l'Université Simon Malewski, Tomasz Zan, poète, Jan Czeczot (en), auteur de ballades populaires, et Onufry Pietraszkiewicz (en).

### Les buts de la société
Par ses idées, ses buts et ses méthodes, la société des Philomathes se rattache au siècle des Lumières ; en France, un certain nombre de sociétés savantes adoptant le qualificatif « philomathique » ont été fondées à la fin du XVIIIe siècle et au début du XIXe (Paris, Bordeaux, etc.). 
Mickiewicz énonce ainsi ses buts dans un discours de mai 1819 : « Diffuser, dans la mesure du possible, une solide instruction au sein de la nation, amender l'instruction (c'est-à-dire réviser le système de l'enseignement), donner à la nation des fondements inébranlables, propager les principes libéraux, inciter l'esprit du public à l'action, à la préoccupation de ce qui peut affecter l'ensemble de la nation, enfin, informer, encourager et affermir l'opinion publique ». 
C'est par l'amélioration de l'individu que les Philomathes comptent transformer la société. Aussi placent-ils très haut le culte du travail et du devoir quotidiens, si modestes soient-ils. S'instruire et instruire les autres par une collaboration fraternelle, l'entraide et le contrôle mutuels dans le travail, telle est leur méthode. 

## Les sociétés annexes

### Les Rayonnants (1820)
Cette société (Union des Rayonnants, Société des Amis de l'amusement utile) est créée en mai 1820 par Tomasz Zan, selon qui « chaque être humain rayonne selon la rigueur et la beauté de sa connexion âme-corps et crée autour de lui une atmosphère plus ou moins étendue, plus ou moins attachante ou répugnante ... ».
La société est régie par « 15 règles de bonne conduite », dues à Jozef Jeżowski, tandis que Tomasz Zan est considéré comme l'Archi-Rayonnant, la personne la plus digne d'être suivie du point de vue moral.
Concrètement, la société a organisé trois pique-nique « pauvres » (pain, beurre et lait), les 18 mai, 29 mai et 11 juin 1820, au cours desquels les participants pouvaient lire leurs œuvres, chanter, etc. Il y avait une cinquantaine de participants au premier et 160 au troisième. Des considérations politiques patriotiques sont apparues au fil des trois réunions. 
Se heurtant à l'hostilité d'une partie de la société de Wilno, et particulièrement de l'évêque Tadeusz Kundzicz, les responsables ont préféré mettre fin à la Société des Rayonnants. Mais, le 13 novembre suivant, Tomasz Zan crée la Société des Philarètes.

### Les Philarètes (1820-1823)
L'Association des Philarètes (en polonais : Zgromadzenie Filaretów ; du grec philáretos, « amoureux de la vertu ») a d'ailleurs parfois repris le nom de Towarzystwo Przyjaciół Pożytecznej Zabawy utilisé par les Rayonnants.
C'est une organisation secrète ayant pour objectif déclaré de soutenir les étudiants par de bons conseils et, plus officieusement, de promouvoir la culture et le patriotisme polonais. Elle compte environ 170 membres en 1822. 

#### Membres éminents
- Tomasz Zan
- Jan Czeczot
- Franciszek Malewski
- Adam Mickiewicz
- Alexandre Chodzko
- Ignacy Domeyko
- Antoni Edward Odyniec[8]

#### Le chant des Philarètes
Début 1821 (en janvier ou février), Mickiewicz écrit un texte qui va être intitulé Le Chant des Philarètes, avec une musique dont le compositeur n'est pas connu. Le texte reprend la tradition de la poésie anacréontique : son premier vers est : Hej, użyjmy żywota! (« Hé, profitons de la vie ! »), mais il contient des significations politiques (strophe 3 : « chant national » ; strophe 5 : « Aujourd'hui, vous avez besoin du droit, et demain vous avez besoin de droits »). Durant le procès de 1824, l'accusation a essayé de l'utiliser comme preuve contre les accusés.

## Les arrestations et le procès (1823-1824)
En 1823, Adam Czartoryski (tombé en disgrâce) perd le poste de curateur de l'université, qui est confié à un Russe, ami d'Alexandre Ier, Nikolaï Novossiltsev, commissaire impérial près le Conseil d'État du royaume de Pologne, qui comme le tsar a évolué d'un certain libéralisme au conservatisme. Très vite, il lance une enquête sur les activités estudiantines clandestines à l'université de Wilno et cela va donner lieu à une répression contre l'ensemble de ceux qui ont participé aux activités tant des Philarètes que des Philomathes.
En septembre 1823, un philarète, Jan Jankowski, est arrêté ; lors de ses interrogatoires, il révèle l'existence de la société et donne les noms qu'il connait. Sur ordre de Novossiltsev, ces philarètes ou philomathes, notamment Zan, Mickiewicz, Czeczot, sont arrêtés, certains n'étant plus présent à l'université de Wilno : par exemple Ignacy Domeyko (1802-1889) est arrêté à la mi-novembre dans la propriété de son oncle près de Lida. Franciszek Malewski, qui est parti étudier à l'université de Berlin, est arrêté à la demande du grand-duc Constantin (frère du tsar et commandant en chef de l'armée du royaume de Pologne) en décembre 1823 et amené à Varsovie, puis à Wilno en avril 1824. Les personnes arrêtées sont détenues plusieurs mois dans les cellules d'anciens monastères de Wilno. 
Un procès contre 108 personne a lieu en juin-juillet 1824 : c'est le plus grand procès politique en Europe à l'époque. Vingt des accusés sont condamnés soit à des peines de prison avec exil ultérieur en Russie (Zan, Suzin, Czeczot), soit seulement exilés en Russie (Jezowski, Mickiewicz, Kowalewski).
Les professeurs impliqués (Joachim Lelewel, professeur d'histoire, Danilowicz , Goluchowsky), le père Bobrowsky et le bibliothécaire Kontrym sont expulsés de l'université.
L'université de Wilno sera fermée en 1832, comme celle de Varsovie, à la suite de la défaite de l'insurrection polonaise de 1830-1831.